# Продвинутый уровень экзамена GCE (GCE A-Level)
A-Level (GCE Advanced Exam) (дословно — продвинутый уровень экзамена GCE уровня А) — предметная квалифицирующая серия экзаменов в Великобритании и странах Британского Содружества, считающаяся частью общего аттестата о среднем образовании для учащихся, заканчивающих среднее довузовское образование.

## Вкратце об A-Level
Впервые подобный экзамен был введён в Англии и Уэльсе в 1951 году вместо высшего школьного сертификата, после чего большой ряд стран, включая Сингапур, Уганду, Кению, Маврикий и Зимбабве, разработали квалифицирующие экзамены с тем же названием и схожим форматом. Получение уровня A или эквивалентной квалификации, как правило, требуется для поступления в университет, причем университеты предоставляют программы профильного обучения на основе достигнутых оценок.
Подготовительное обучение перед экзаменом, как правило, занимает 2 года. На первом году большинство учащихся выбирают 3-4 профильных предмета, которые они собираются сдавать, но большинство сокращают количество предметов до 3 на втором году обучения потому что университетские программы обычно основаны на 3-х обязательных экзаменах. В отличие от других квалифицирующих экзаменов, таких, как Международный бакалавриат, A-Level не имеет особых требований к предметам, поэтому у учеников есть возможность комбинировать любые предметы, которые они хотят изучать. Учащиеся обычно выбирают экзамены в зависимости от направления, по которому они в дальнейшем будут учиться в университете.
Весь экзамен уровня А разбит на две части, причем учащиеся в течение первого года обучения получают продвинутую вспомогательную квалификацию, обычно называемую уровнем AS, которая может выступать в качестве независимой квалификации. Он вносит 50 % оценок к полному аттестату уровня A. Вторая часть известна как уровень А2, она, как правило, более углубленная и академически строгая, чем AS.
Оценки AS и A2 объединяются для получения полной награды уровня A. Уровень A2 не является отдельной квалификацией и должен сопровождаться уровнем AS по тому же предмету для сертификации. Ученики, недовольные результатами своих экзаменов уровня AS, имеют возможность прекратить дальнейшее обучение. Это подвергалось критике как воспитание «культуры отдыха» и вызывающее «инфляцию».
Пять основных экзаменационных комиссий, которые управляют британскими уровнями в Великобритании:
- Альянс оценки и квалификации (AQA)
- Центр сдачи экзаменов в Оксфорде, Кембридже и RSA (OCR)
- Edexcel (Edexcel Pearson — Лондонские экзамены)
- Валлийский объединённый комитет по образованию (WJEC)
- Совет по учебной программе, экзаменам и оценке (CCEA)

Edexcel и Международный центр по сдаче экзаменов Кембрижда (CIE) также предлагают международные версии британских уровней в Великобритании и по всему миру.
Британский вариант уровней A2/AS также принят во многих странах Содружества и бывших странах Содружества, а также в экзаменационных центрах по всему миру. Британские международные школы в зарубежных странах, как правило, предлагают британские уровни A, предлагаемые на экзаменах Edexcel или Cambridge International. В некоторых экзаменационных центрах британские экзамены уровня A также могут быть доступны для частных кандидатов.

## Реформы экзамена последних лет
В период с 2015 по 2018 год экзамены уровня А в Англии были реформированы, перейдя от модульной к линейной структуре (первоначально по 13 предметам). Это означает, что все экзамены уровня A принимаются в один присест в виде набора заключительных экзаменов (3 экзамена для большинства предметов), и для многих предметов не предполагается написание курсовых работ (как это было с экзаменами уровня GCSE). Для уровней A, которые сохраняют элемент курсовой работы, процент итоговой оценки, определённой курсовой работой, был уменьшен. Примером этого может служить новый уровень английской литературы Adexcel A Level, реформированный в 2015 году, который снижает объём курсовых работ до 20 % (с 40 % в старой модульной спецификации). Уровни больше не разделены по отдельности, и студенты должны сдать все свои экзамены, если они хотят пересмотреть квалификацию. Хотя эти реформы должны были быть завершены для «первой пробы» в 2017 году, они были продлены до 2018 года, чтобы включить реформы менее распространенных языков, таких как современный иврит, бенгальский и другие.
Уровень AS теперь является отдельной квалификацией и не требуется для получения награды уровня A, хотя он по-прежнему охватывает первый год полного содержания уровня A. Однако, в отличие от уровней AS на старых модульных курсах, они теперь дают всего 40 % баллов по системе оценивания и приёма в университеты UCAS по сравнению с полным уровнем A (с 50 % на модульных курсах), поскольку содержание со второго года обучения уровня A считается более академически сложнее, чем в первый год.
Поскольку эти реформы проходили поэтапно, многие студенты прошли комбинацию модульных и линейных курсов до того, как все реформы были завершены, при этом уровни AS по-прежнему являлись частью уровня A в более старых модульных курсах.
Эти реформы направлены на борьбу с инфляцией оценок, когда доля учащихся, набравших наивысшие оценки, увеличивается из года в год, что приводит к снижению ценности этих оценок. Модульная система также была подвергнута критике за воспитание «культуры отдыха», в то время как новые линейные курсы не дают возможности пересоздать отдельные подразделения.
Некоторые предметы Уровня были упразднены с 2017 года в рамках этих реформ. К ним относятся археология, антропология, творческое письмо, критическое мышление, общие исследования и домашняя экономика. Многие университеты подвергли критике отмену сдачи экзаменов по окончании уровня AS, который раньше составлял 50 % от общего уровня A. Это связано с тем, что университеты использовали оценки, достигнутые на уровне AS (доступные университетам после того, как студент подает заявку на второй год обучения по уровням A), в качестве показателя способностей студента и, таким образом, следует ли ему предлагать программы.
Так, противодействие этим реформам в Уэльсе и Северной Ирландии привело к сохранению модульной структуры их квалификации.